# Neofibrinis
Els neofibrinis (Neofibrini) són una tribu de rosegadors de la família dels cricètids. L'única espècie vivent d'aquest grup, la rata mesquera de cua rodona, és endèmica del sud-est dels Estats Units, però també se n'han trobat fòssils més al nord. Tenen una dieta herbívora i ocupen hàbitats humits com ara aiguamolls. Alguns científics ha suggerit que el gènere extint Proneofiber podria ser un ondatrini, en realitat, cosa que convertiria Neofibrini un grup monofilètic.